# Antocha uyei
Antocha uyei là một loài ruồi trong họ Limoniidae. Chúng phân bố ở miền Cổ bắc.